# إل بي إكس (أنمي)
إل بي إكس (بالإنجليزية: Little Battlers Experience)‏ (باليابانية: ダンボール戦機 ، بالروماجي:  Danbōru Senki, lit)، سلسلة مانغا يابانية من تأليف هيديكي فوجي صدرت في 15 يناير عام 2011 حتى 15 فبراير عام 2013 من 6 مجلدات أقتبست إلى أنمي تلفزيوني عرض في 2 مارس عام 2011 وانتهى عرضه في 11 يناير عام 2011، أُنتاج في إستوديو أو إل إم، عُرض ثلاث مواسم من المسلسل على قناة تلفزيون طوكيو. دُبلج جزء من الموسم الأولل للأنمي في العالم العربي وعرض على قناة سبيس تون في عام 2015، وفي عام 2024 دُبلج الجزء الثاني منه وعُرض على سبيستون غو، كما واقتبس الأنمي إلى سلسلة ألعاب فيديو من تطوير ليفل-5.

## الأسلوب
تتمحور السلسلة حول معارك روبوتات بلاستيكية في ميادين مصنوعة من الورق المقوى.

## الألعاب
- دانبورو سنكي (بلاي ستيشن بورتبل)
  - دانبورو سنكي بوست (بلاي ستيشن بورتبل)
  - دانبورو سنكي باكو بوست (نينتندو 3دي إس; تم إصدارها خارج اليابان تحت عنوان LBX: Little Battlers eXperience)
- دانبورو سنكي دبل (بلاي ستيشن بورتبل، بلاي ستيشن فيتا)
  - دانبورو سنكي دبل سوبر كوستوم (نينتندو 3دي إس)
- دانبورو سنكي وورز (نينتندو 3دي إس)

## أفلام الأنمي
- إينازوما إليفن غو في مواجهة دانبورو سنكي دبل (1 ديسمبر 2012)

## وصلات خارجية
- الموقع الرسمي